# Thịt bò Argentina

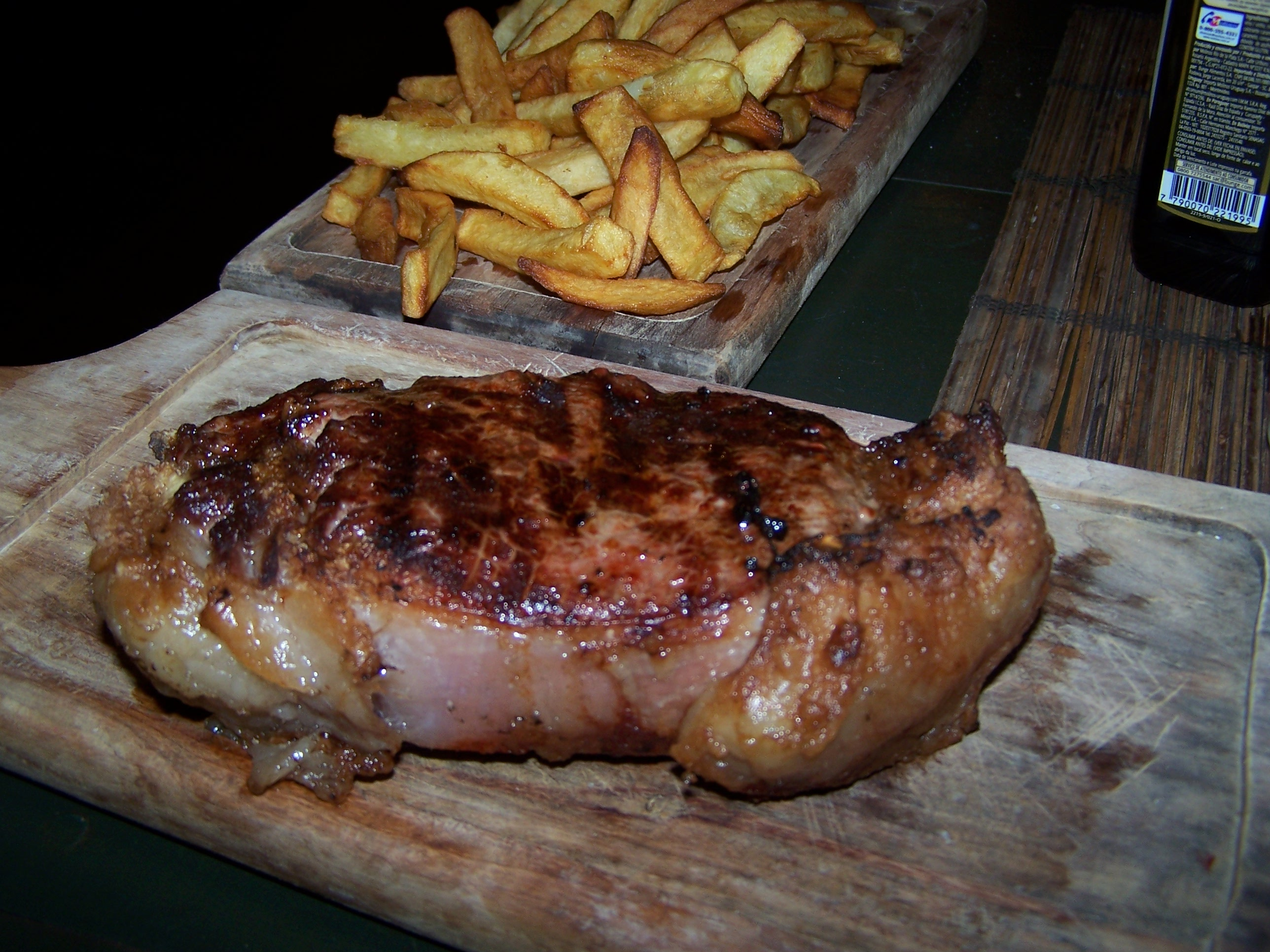
Một món thịt bò Argentina

Thịt bò Argentina chỉ về các món ăn từ thịt bò trong nền ẩm thực Argentina. Thịt bò là một thành phần quan trọng và then chuốt trong ẩm thực Argentina truyền thống. Người dân ở đây rất thích ăn thịt bò, tính trên cơ sở tiêu thụ bình quân đầu người năm 2009, người Argentina tiêu thụ thịt bò nhiều nhất ở mức 64,6 kg/người. Thịt bò Argentine còn là sản phẩm nông nghiệp mang thương hiệu của quốc gia này, được xuất khẩu đi nhiều nước trên thế giới.

## Lịch sử

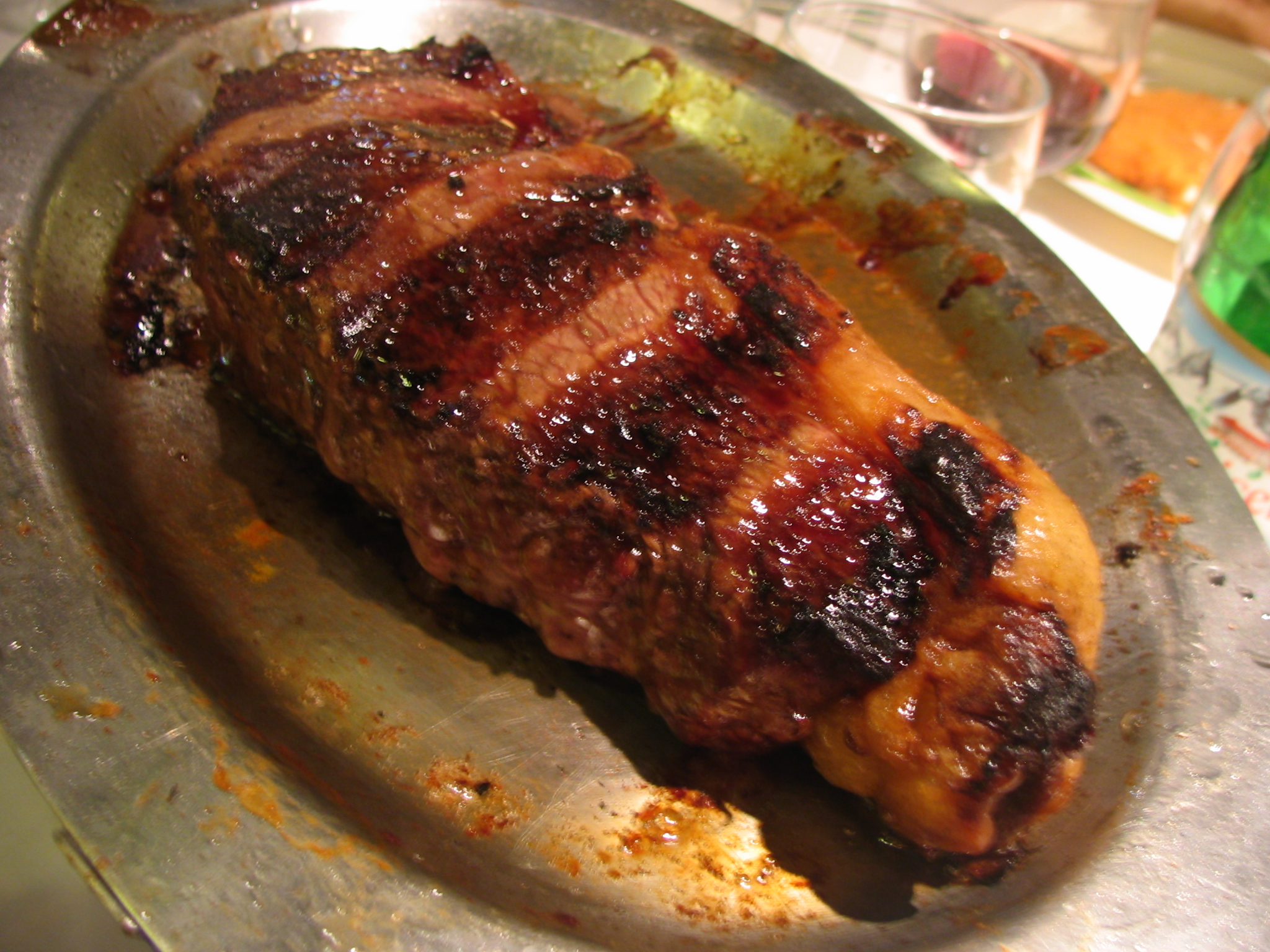
Thịt bò

Bò nhà lần đầu tiên được đưa tới Argentina vào năm 1536 bởi những kẻ chinh phục Tây Ban Nha (Conquistador). Do địa hình của vùng đồng bằng (Pampa) và một thị trường quốc gia nhỏ, số lượng bò đã nhân lên nhanh chóng. Việc xây dựng đường sắt ở Argentina và việc phát minh ra tàu vào cuối thế kỷ XIX đã tạo ra một thị trường xuất khẩu và ngành xuất khẩu thịt bò của Argentina bắt đầu phát triển. Nhu cầu gia tăng thịt bò chất lượng cao, giống mới và lai tạo chọn lọc đã được phát triển.
Thịt bò Argentina và sản xuất của nó đã đóng một vai trò quan trọng trong nền văn hoá Argentina, từ món Asado (nguyên liệu thịt bò) đến lịch sử của những người cao bồi (Gauchos) của Pampa. Chủ sở hữu nhà Estancia đã xây dựng những ngôi nhà lớn, những tòa nhà quan trọng ở Buenos Aires và các nơi khác, đóng góp vào chính trị, từ thiện và xã hội. Chương trình nông nghiệp La Nông thôn mỗi mùa đông ở Buenos Aires đã trở thành một phần quan trọng của thời kỳ xã hội kể từ khi bắt đầu vào năm 1886.
Tại Chilê, thuế nhập khẩu gia súc của Argentina tăng cao vào năm 1905 đã dẫn tới các cuộc bạo loạn liên quan đến thịt bò, một trong những cuộc biểu tình lớn đầu tiên ở Santiago. Giá của thịt được chính phủ quy định một cách giả tạo bằng cách kết hợp một mức thuế đặc biệt áp dụng cho nhập khẩu gia súc từ Argentina để bảo vệ các nhà sản xuất trong nước và lạm phát. Các cuộc bạo loạn kéo dài từ ngày 22 tháng 10 đến ngày 27 tháng 10, và từ 200 đến 250 người đã bị giết trong giai đoạn này, trong khi hơn 500 người bị thương. Những tổn thất tài chính đáng kinh ngạc. Cuộc nổi dậy này nhấn mạnh rằng các vấn đề xã hội nghiêm trọng hơn nhiều so với những gì nhà cầm quyền đã tin tưởng.

## Chất lượng

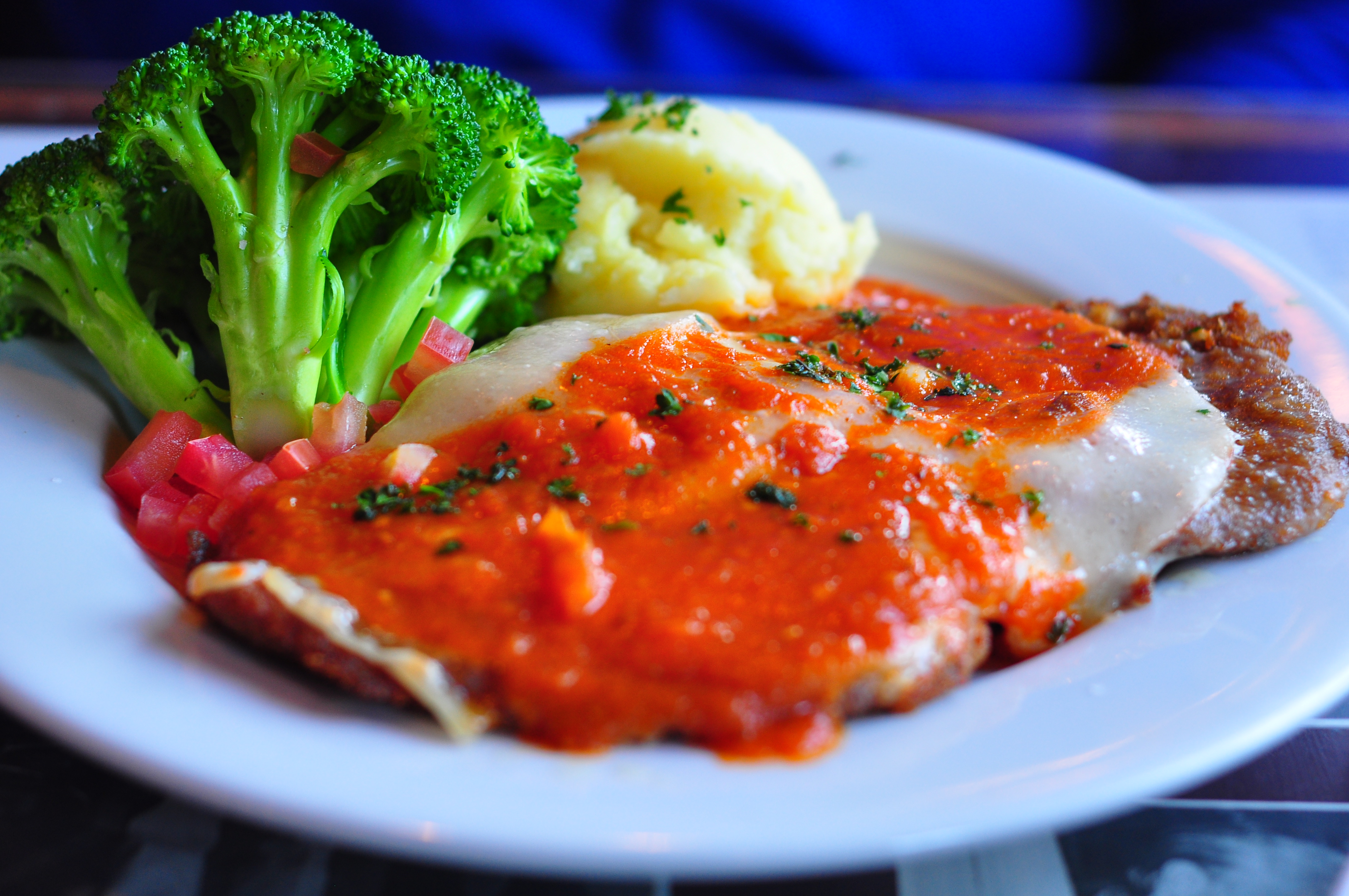
Bò sốt

Chất lượng thịt bò phụ thuộc vào chế độ ăn uống cung cấp cho gia súc và điều kiện sống của chúng. Hai chế độ nuôi khác nhau được sử dụng cho sản xuất thịt bò ở Argentina là chăn nuôi từ cỏ tươi ở đồng cỏ và chăn nuôi dựa vào thức ăn gia súc. Lượng mưa ở Argentina và khí hậu ôn hòa chủ yếu tạo ra các đồng cỏ chất lượng cao, tuy nhiên, không thể phù hợp cho nông nghiệp thâm canh hơn. Humid Pampa (Pampa Húmeda) là khu vực sản xuất gia súc quan trọng nhất và được biết đến nhiều nhất vì nó có đồng cỏ rộng và mở.
Thịt bò ăn cỏ được cho là lành mạnh hơn so với thịt bò từ thức ăn gia súc, vì nó chứa nhiều axit béo omega 3 hơn thịt bò ăn hạt và bột, cám, do đó không đóng góp nhiều cho việc nâng cao cholesterol ở người. Mặc dù chế độ ăn uống thứ hai đang gia tăng, thịt bò ăn cỏ vẫn phổ biến nhất ở Argentina. Những con bò ăn cỏ đang sống trong điều kiện tự nhiên hơn, và ít có khả năng có cấy ghép nội tiết tố. Mặt khác, kỹ thuật này đòi hỏi một lượng lớn đất đắt tiền và một số lượng lớn nhân viên được đào tạo. Ngoài ra, phải mất thời gian để nuôi chúng.
Vì thịt bò ngày càng được sản xuất hàng loạt, đại trà, các kỹ thuật canh tác với mục tiêu cuối cùng là vỗ béo động vật đang phát triển; phổ biến nhất trong số này là gia súc cho ăn hạt ngũ cốc. Nhưng như những con vật, đã từ chối nỗ lực thể chất và tích trữ với nhau, để được béo hơn. Để ngăn ngừa bệnh trên trang trại và các trại chăn nuôi, các động vật được cho ăn vào chất kháng sinh. Chế độ ăn uống đảm bảo kết quả kiểm soát liên tục, năng suất quanh năm vì nó không phụ thuộc vào khí hậu và không đòi hỏi nhiều đất. Có tính đến tất cả các yếu tố này, do đó chế độ ăn kiêng rẻ hơn, nhưng có những gợi ý ít có lợi hơn cho phúc lợi của động vật và cho phẩm chất và hương vị cho sức khoẻ của thịt.